# Sam Pattipeiluhu
Sam Pattipeiluhu (Sorong, 10 april 1950 – 18 april 1996) was een dove leraar en orthopedagoog. Op negenjarige leeftijd werd hij doof. Binnen de Nederlandse dovengemeenschap stond hij bekend als een voorvechter en als grondlegger van de opleiding leraar/tolk Nederlandse Gebarentaal aan de Hogeschool van Utrecht. “Nee” en “Kan niet” waren gebaren en woorden die voor hem niet bestonden.
Hij was ontevreden over de kwaliteit van het dovenonderwijs en benadrukte steeds het belang van een goede opleiding voor doven om meer te kunnen bereiken in de samenleving. In een interview heeft hij daar eens het volgende over gezegd: "Veel mensen in het dovenonderwijs hebben geen goed beeld van doven. Ze kennen de dovenwereld eigenlijk niet. Slechts een handjevol mensen in het onderwijs neemt de moeite om zich daar echt in te verdiepen. Maar het gevolg is wel dat er besluiten genomen worden die niet in overeenstemming zijn met de werkelijkheid.”
Sam Pattipeiluhu was tegen oraal (op spreken gericht) onderwijs, dat zou de ontwikkeling van een doof kind afremmen. Zelf was hij de eerste dove leerkracht in Nederland en communiceerde in Nederlandse Gebarentaal met zijn leerlingen. Hij heeft o.a. gewerkt op het Rudolf Mees Instituut en de Ammanstichting.
Swedoro, de Rotterdamse welzijnsstichting voor doven, reikt ieder jaar de Sam Pattipeiluhu-prijs uit aan een persoon/organisatie die zich heeft ingezet voor een betere positie van doven en slechthorenden in de maatschappij.